# Lodge
Lodge és una població dels Estats Units a l'estat de Carolina del Sud. Segons el cens del 2000 tenia 114 habitants.

## Demografia
Segons el cens del 2000, Lodge tenia 114 habitants, 50 habitatges i 37 famílies. La densitat de població era de 14 habitants/km².
Dels 50 habitatges en un 18% hi vivien nens de menys de 18 anys, en un 60% hi vivien parelles casades, en un 10% dones solteres, i en un 26% no eren unitats familiars. En el 22% dels habitatges hi vivien persones soles el 16% de les quals corresponia a persones de 65 anys o més que vivien soles. El nombre mitjà de persones vivint en cada habitatge era de 2,28 i el nombre mitjà de persones que vivien en cada família era de 2,57.
Per edats la població es repartia de la següent manera: un 14% tenia menys de 18 anys, un 5,3% entre 18 i 24, un 33,3% entre 25 i 44, un 28,9% de 45 a 60 i un 18,4% 65 anys o més.
L'edat mediana era de 43 anys. Per cada 100 dones de 18 o més anys hi havia 100 homes.
La renda mediana per habitatge era de 35.625 $ i la renda mediana per família de 38.906 $. Els homes tenien una renda mediana de 33.750 $ mentre que les dones 29.063 $. La renda per capita de la població era de 13.390 $. Entorn del 18,9% de les famílies i el 17,2% de la població estaven per davall del llindar de pobresa.

## Poblacions més properes
El següent diagrama mostra les poblacions més properes.